# Limnocythere platyforma
Limnocythere platyforma är en kräftdjursart som beskrevs av Magali Delorme 1971. Limnocythere platyforma ingår i släktet Limnocythere och familjen Limnocytheridae. Inga underarter finns listade i Catalogue of Life.